# Dissulfeto de molibdênio
Dissulfeto de molibdênio é um composto inorgânico de fórmula química MoS
2.
O composto está classificado como um dicacogeneto metálico. É um sólido preto prateado que ocorre naturalmente na forma do mineral molibdenita, sendo o principal minério para o molibdênio. 